# Husön
Husön is een Zweeds eiland behorend tot de Lule-archipel. Het eiland is een van de meest noordelijk gelegen eilanden van de archipel. Het heeft geen vaste oeververbinding. Er is enige bebouwing aanwezig, waarschijnlijk schuilcabines of zomerwoningen.